# Ini Edo
Iniobong Edo Ekim, dite Ini Edo, est une actrice nigériane, née le 23 avril 1982 dans l'État d'Akwa Ibom au Nigeria.
Elle commence sa carrière cinématographique en 2003, dans le film Thick Madam et figure dans plus de 200 films. 
Ini Edo est diplômée en arts du théâtre de l'université d'Uyo (en). En 2008, elle se marie à Philip Ehiagwina en 2008 , un homme d'affaires nigérian, d'origine américaine, et divorce plus tard.
En 2013, elle est annoncée en tant que juge pour le concours Miss Black Africa UK.

## Filmographie
La filmographie d'Ini Edo, comprend plus de 228 films dont : 
- Caro The Iron Bender (2014)
- Royal gift
- Blind Kingdom
- Native Son
- Reloaded
- Sleek ladies
- Ghetto Queen
- Power of Beauty
- Political Control
- Ass on Fire
- Breath Again
- Fatal Seduction
- Games Men Play
- Girls Cot
- The Greatest Sacrifice
- Married to the Enemy
- My Heart Your Home
- No Where to Run
- Stolen Tomorrow
- Price of Fame
- Sacrifice for Love
- Secret Fantasy
- Silence of the Gods
- Supremacy
- Too Late to Claim
- Total Control
- Traumatised
- War Game
- 11:45... Too Late
- The Bank Manager
- The Begotten
- The Bet
- Cold War
- Crying Angel
- Desperate Billionaire
- Desperate Need
- Emotional Blackmail
- I Want My Money
- Last Game
- Last Picnic
- Living in Tears
- Living Without You
- Lonely Hearts
- Men Do Cry
- My Precious Son
- One God One Nation
- Only Love
- Pretty Angels
- Red Light
- Royal Package
- Security Risk
- Songs of Sorrow
- Stronghold
- Tears for Nancy
- Ultimate Crisis
- Unforeseen
- Beautiful Faces
- Eye of the Gods
- Eyes of Love
- Faces of Beauty
- Indecent Girl
- Indulgence
- I Swear
- Legacy
- Love Crime
- Love & Marriage
- Negative Influence
- Not Yours!
- World Apart
- World Apart 2
- The One I Trust
- Sisters On Fire
- Royalty Apart
- Never Let Go
- End of Do or Die Affair
- Darkness of Sorrows
- Final Sorrow
- Behind The Melody
- Memories of The Heart
- Royal Gift
- Dangerous
- Save The Last Dance
- Battle For Bride
- Caged Lovers
- In The Cupboard
- Hunted Love
- Anointed Queen
- A Dance For The Prince
- Bride's War
- Tears In The Palace
- Slip of Fate
- At All Cost
- Mad Sex
- The Princess of My Life
- Inale (en) (2010)
- I'll Take My Chances (en) (2011)
- Nkasi The Village Fighter
- Nkasi The Sprot Girl
- The Return of Nkasi
- Soul of a Maiden
- Blood is Money
- 2020 : La Convocation (Citation) de Kunle Afolayan : Gloria